# Nanson
Nanson är en ort i Australien. Den ligger i kommunen Chapman Valley och delstaten Western Australia, omkring 390 kilometer norr om delstatshuvudstaden Perth. Antalet invånare är 385.
Runt Nanson är det mycket glesbefolkat, med 4 invånare per kvadratkilometer.. Närmaste större samhälle är Waggrakine, omkring 19 kilometer sydväst om Nanson. 
Trakten runt Nanson består till största delen av jordbruksmark. Genomsnittlig årsnederbörd är 360 millimeter. Den regnigaste månaden är juni, med i genomsnitt 65 mm nederbörd, och den torraste är februari, med 3 mm nederbörd.